# Thềm Sunda

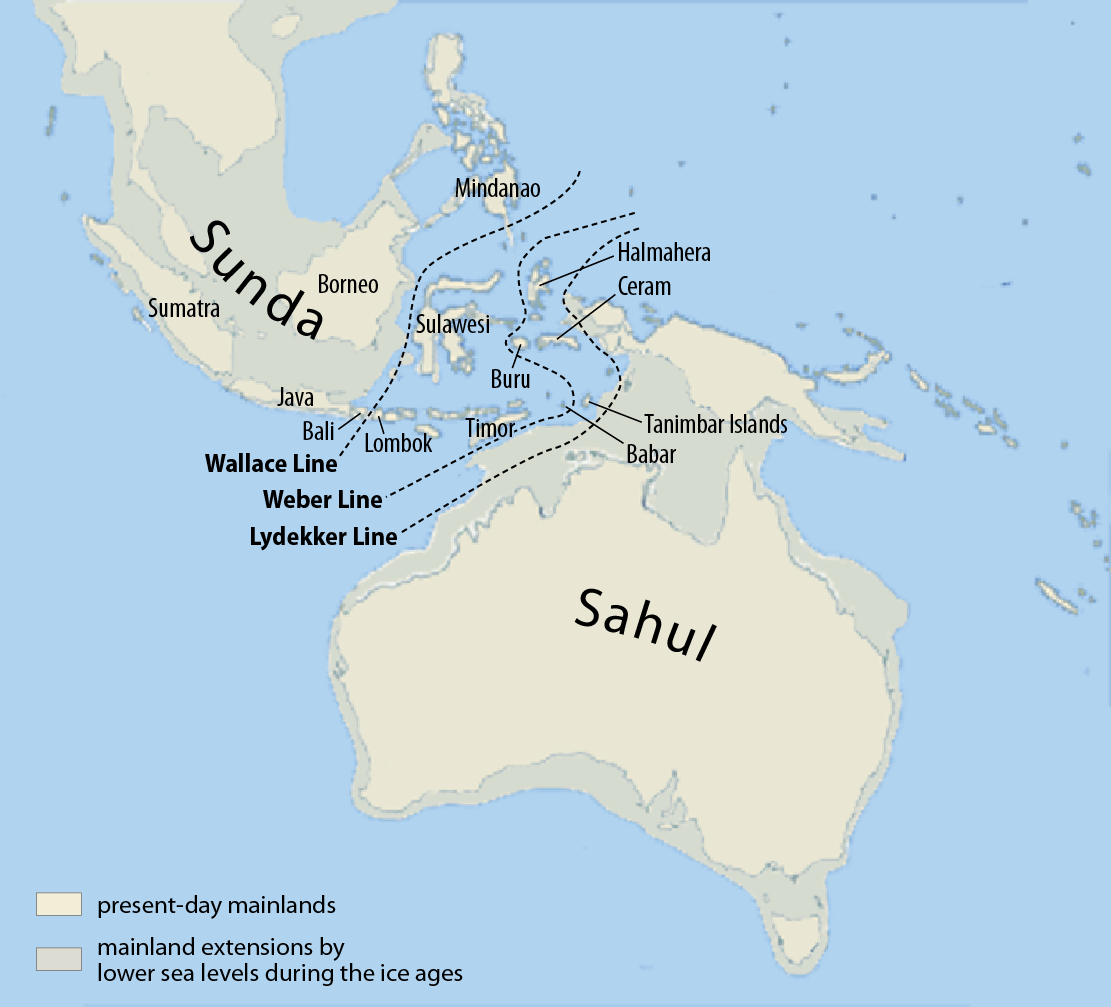
Thềm Sunda và thềm Sahul

Về mặt địa chất học, Thềm Sunda là phần mở rộng về đông nam của vùng lục địa và thềm lục địa ở Đông Nam Á. Các vùng đất chính trên thềm này gồm bán đảo Malay, Sumatra, Borneo, Java, Madura, Bali và các đảo nhỏ xung quanh. Thềm có diện tích khoảng 1,85 triệu km². Độ sâu biển trên thềm hiếm khi trên 50 m và các vùng đất kéo dài có độ sâu nhỏ hơn 20 m dẫn đến ma sát đáy và ma sát thủy triều mạnh mẽ. Sự biến đổi độ sâu tạo các bậc dưới biển chia tách thềm Sunda với Philippines, Sulawesi, và Quần đảo Sunda Nhỏ. 

## Định nghĩa
Về địa sinh học, Sundaland là một thuật ngữ chỉ một vùng của Đông Nam Á trải dài các phần của thềm lục địa châu Á nơi mà nó đã bị nhấn chìm trong thời kỳ băng hà gần đây nhất. Sundaland gồm bán đảo Malay thuộc lục địa châu Á, cũng như các đảo lớn Borneo, Java, và Sumatra và các đảo xung quanh. Sự biến động gradient độ cao dưới biển đánh dấu ranh giới phía đông của Sundaland gồm Wallace Line, được xác định theo Alfred Russel Wallace.
Thềm là kết quả hoạt động của núi lửa và bào mòn trong hàng triệu năm của lục địa châu Á, và sự thành tạo và nén chặt các trầm tích vụn dọc theo rìa lục địa cũng như sự dâng cao và hạ thấp của mực nước biển.
Vùng biển giữa các đảo phủ trên các bề mặt bán san bằng cổ tương đối ổn định được phát hiện bởi đo đạc địa chấn thấp, dị thường trọng lực đẳng tĩnh thấp và không có núi lửa hoạt động ngoại trừ Sumatra, Java, và Bali, các đảo này trong thời gian gắn kết với thềm Sunda, thuộc hệ thống tạo núi cung đảo Sunda. Trong thời kỳ băng hà, mục nước biển hạ thấp và vùng Sunda được mở rộng làm lộ ra đồng bằng đầm lầy. Khi mực nước biển dâng cao vào khoảng 14.600 đến 14.300 năm trước (1950) 16m trong vòng 300 năm.
Mực nước biển hiện tại đã nhấn chìm hệ thống sông cổ Pleistocen của Sundaland trong thời kỳ băng hà cực đại gần đây nhất (18.000 đến 20.000 năm trước).
Về phía đông của thềm Sunda là thềm Sahul, nó ngăn cách 2 khu vực bởi một vùng biển nông là eo biển Wallacea, eo này bao gồm Sulawesi và hàng ngàn đảo nhỏ hơn tạo thành vùng Nusa Tenggara và Maluku. Trong eo Wallacea có một vài vùng thuộc nhóm sâu nhất trên thế giới có độ sâu đến 7.000 m. Kéo dài giữa Bali và Lombok, và Borneo và Sulawesi, Wallacea được đánh dấu bởi vùng chuyển tiếp của hệ động và thực vật do Alfred Russel Wallace mô tả đầu tiên.

## Hệ thống sông bị nhấn chìm

Bản vẽ các đường bờ biển giả định ở Đông Nam Á và các hệ thống sông chìm hiện nay, giả định mực nước biển là -120 m so với ngày nay, là mức ở vào khoảng 17 Ka BP. Các lòng sông giả định dựa trên đường viền bề mặt của đáy biển trong khu vực.

Hệ thống sông cổ của thềm Sunda là một hệ thống sông rất lớn bị nhấn chìm dưới mực nước biển, là phần kéo dài của hệ thống sông hiện tại và có thể được đoán theo các phần thấp của địa hình theo hướng sườn dốc. Trong suốt thời gian khô hạn của thế Pleistocene (khoảng 17.000 năm trước 1950) một số lưu vực còn lại của nó gồm Malacca, Siam và Sunda.
Hệ thống sông Siam gồm nhánh phía bắc và tây. Nhánh phía bắc là phần kéo dài của sông Chao Phraya chảy vào Vịnh Thái Lan. Nhánh phía tây tạo thành các sông vùng trung tâm Sumatra chảy qua eo biển Singapore trước khi chảy vào nhánh phía bắc rồi đổ vào của sông và biển Đông thuộc phần phía bắc của đảo Bắc Natuna.
Hệ thống sông Eo biển Malacca được hình thành từ các dòng chảy từ đông bắc Sumatra và tây bán đảo Malaya đổ vào biển Andeman.
Hệ thống sông Bắc Sunda, hay Hệ thống sông vùng Sunda, hay hệ thống sông Molengraaff. Gustaaf Adolf Frederik Molengraaff là nhà sinh vật học và địa chất học người Hà Lan đã đi qua vùng này vào cuối thể kỷ 19 và là người đầu tiên đưa ra sự hiện diện của hệ thống sông này dựa trên những quan sát của ông ở Borneo. Sông nằm giữa đảo Belitung và Borneo chảy theo hướng đông bắc, thu nước từ các sông vùng trung tâm Sumatra và khu vực tây và bắc Borneo, trước khi chảy vào biển Đông giữa các đảo Bắc và Nam Natuna.

Cuối cùng là hệ thống sông Đông Sunda đổ vào Bắc Java và Nam Borneo, chảy theo hướng đông giữa Borneo và Java đổi vào biển Java.